# Theroscopus pedestris
Theroscopus pedestris är en stekelart som först beskrevs av Fabricius 1775.  Theroscopus pedestris ingår i släktet Theroscopus och familjen brokparasitsteklar. Arten är reproducerande i Sverige. Inga underarter finns listade i Catalogue of Life.